# Carissoa angolensis
Carissoa angolensis är en ärtväxtart som beskrevs av Baker f. Carissoa angolensis ingår i släktet Carissoa och familjen ärtväxter. Inga underarter finns listade i Catalogue of Life.